# スズキ・RG
RG（アールジー）とは、スズキが販売していたオートバイのシリーズ車種である。

## 概要
1972年（昭和47年）から1978年（昭和53年）にかけて販売されたGTシリーズの後継として、1977年（昭和52年）より登場。GTシリーズのラインナップでは、空冷並列3気筒エンジン搭載モデルを中核として、100 ccクラスから750 ccクラスまで展開されていたが、このうち250 ccクラス以下の代替モデルがRGシリーズとなる。なお、400 ccクラス以上では新型の4ストロークエンジンを搭載するGSシリーズが代替モデルとされた。
RGシリーズは、1982年（昭和57年）より登場したRG-Γ（ガンマ）シリーズへと機種更新され、国内モデルは順次販売終了となった。

## ラインナップ一覧

### RG50
RG50
1977年（昭和52年）発売。ピストンバルブとリードバルブを併用したスズキ独自の「パワーリードバルブ方式」の空冷2ストローク単気筒エンジンを搭載し、6.3 PSを発揮。スポークホイール仕様でフロントブレーキには機械式ディスクを採用。
1978年（昭和53年）にマイナーチェンジ。グラフィックが小変更されてカラーラインナップは4色展開となるが、仕様諸元に変化はない。イヤーモデルとしては最終型となる。
1979年（昭和54年）の派生モデル「RG50E」登場後もしばらく併売された。なお、同年より海外への輸出も開始され、仕向け地により「GT50P」（オランダ仕様）などの別名称がある。
RG50E
1979年（昭和54年）発売。星型キャストホイールを採用した派生モデルとして登場。なお、この型も海外への輸出仕様があり、仕向け地により「GT50P special」（オランダ仕様）・「ZR50」・「X1」など多数の別名がある。
1980年（昭和55年）にはエンジン出力が向上して7.2 PSとなり、フロントブレーキが油圧式ディスクへと変更。燃料タンクやテールカウルなどの外装も一新された。
1981年（昭和56年）にはフロントフォークにアンチノーズダイブ機構を追加装備。
1982年（昭和57年）には点火方式を無接点の容量放電式（P.E.I.）に改良。イヤーモデルとしては最終型となるものの、同年に登場した後継モデルの新型RG50Γの発売後もしばらく併売された。
RG50T
1981年（昭和56年）発売。同年式のRG50Eをベースにした廉価版となる。
変更点は、タコメーターを省略、フロントブレーキにはドラム式を採用、スポークホイール仕様、テールカウルなしのロングシートなどの他、リアキャリアを標準装備する。

### RG80E
1981年（昭和56年）発売。クランクケースをRG50Eと共通しながらもボア×ストロークを49.0×42.0に変更して80 ccエンジンとし、リアキャリアを標準装備する。点火方式は無接点の容量放電式（P.E.I.）を採用し、電装は6 Vである。18インチ星型キャストホイール、ブレーキはフロント油圧式シングルディスク、リア機械式リーディングトレーリングを採用。
- 仕様諸元
  - 全長×全高×全幅(mm)　1,965×1,045×740
  - 車両重量　96kg（乾燥）
  - エンジン形式　空冷2ストローク単気筒
  - 総排気量　79 cc
  - 最高出力　10 PS/8,500 rpm
  - 最大トルク　0.89 kg-m/8,000 rpm
  - 変速機形式　5段リターン式

### RG125
1978年（昭和53年）に先代モデルGT125のデザインを変更して発売。
1980年（昭和55年）にエンジンをそれまでのピストンバルブ空冷2サイクル2気筒から、パワーリードバルブ空冷2サイクル2気筒に変更し、デザイン変更とともに大幅なモデルチェンジがなされたほか、キャストホイールを採用したRG125Eも発売された。RG125Eには黒色と茶色がラインナップされていた。

### RG185
1978年（昭和53年）に先代モデルGT185のデザインを変更して発売。

### RG250
1978年（昭和53年）6月発売。GT250の後継モデル。型式GT2502。
それまで400 ccクラスの車体に250 ccエンジンを搭載していた車種が多い中、250 cc専用設計を初採用。軽量な車体による軽快な操縦性と、2サイクルエンジンにしては低回転域のトルクが太い特性を持ち、高い運動性能を誇った。
1978年（昭和53年）10月、当時流行のキャストホイールを装備したRG250E追加発売。スポークホイールのRG250と併売。
1979年（昭和54年）、翌年のマイナーチェンジを前に、5速ミッションとなったものを併売。
1980年（昭和55年）2月、マイナーチェンジ。メーター、ウインカー、カラーリングなどを変更。RG250は廃止。国内ラインナップとしては同年式が最終モデルとなる。
1981年にはフロントサスペンションにアンチノーズダイブ機構を採用。同年以降は輸出専用モデルとして継続され、1999年まで販売された。
輸出仕向け地によっては「GT250 X7」ないし「X7」の名称で販売された。
- 仕様諸元（1978年 - 1980年販売）
  - 全長×全高×全幅(mm)　2,005×1,065×740
  - 車両重量　126 kg（乾燥）
  - エンジン形式　空冷2ストローク2気筒
  - 総排気量　247 cc
  - 最高出力　30 PS/8,000 rpm
  - 最大トルク　2.9 kg-m/7,000 rpm
  - 変速機形式　6段リターン式

※仕様諸元（1979年販売）
- 全長×全高×全幅(mm)　2,005×1,065×740
- 車両重量　126 kg（乾燥）
- エンジン形式　空冷2ストローク2気筒
- 総排気量　247 cc
- 最高出力　30 PS/8,000 rpm
- 最大トルク　2.9 kg-m/7,000 rpm
- 変速機形式　6段リターン式
- 1979年式（昭和54年式）のみが5速MTとなっている（トルク等には変更なし）

## 関連車種
ZR50SL
1981年に発売された国外専用モデル。
RG50Eベースに段付きシートとプルバックハンドルを装備したクルージング仕様。ベースモデル同様にタコメーターを装備し、前後18インチのキャストホイールを採用する。
OR50
1977年（昭和52年）にRG50のエンジンを使い、チョッパー風のデザインの車体でデビューした「マメタン50」。
1978年（昭和53年）にタコメーターと機械式ディスクブレーキを装備した「マメタン50カスタム」を発売。タンクの炎グラフィックが特長。モーターマガジン社の『月刊オートバイ』誌1978年10月号の第一回人気投票では原付部門の第一位に輝いた。
1979年（昭和54年）に星型のキャストホイールを採用した「マメタン50E」が発売された。なお、同年より海外への輸出も開始され、仕向け地により「OR50 rebel（レブル）」の名称で販売された。